# Enfriarlo: la guía del ecologista escéptico sobre el calentamiento global
Enfriarlo: la guía del ecologista escéptico sobre el calentamiento global es un libro del estadístico y politólogo danés Bjørn Lomborg. El libro es una secuela de The Skeptical Environmentalist (publicado por primera vez en danés en 1998), que en su traducción al inglés llamó la atención del mundo sobre el autor. Lomborg argumenta que muchas de las acciones elaboradas y costosas que se están considerando para detener el calentamiento global costarán cientos de miles de millones de dólares sin el mismo  retorno de la inversión, a menudo se basan en aspectos emocionales más que estrictamente supuestos científicos, y puede tener muy poco impacto en la temperatura del mundo durante siglos. Lomborg concluye que se necesita un impuesto al carbono limitado en el Primer Mundo así como subsidios del Primer Mundo al Tercer Mundo para ayudar a combatir las crisis humanitarias en curso.

## Reseñas y críticas
En una reseña en The New York Times , Andrew Revkin dice que Lomborg usa el libro para repetir "su argumento anterior con un enfoque más estricto. Intenta perforar más de lo que dice que son mitos ambientales, como la desaparición inminente de los osos polares ".
El economista Frank Ackerman de la Universidad de Tufts y el Instituto Ambiental de Estocolmo, escribió una reseña del libro de Lomborg. En él, Ackerman criticaba a Lomborg por sus puntos de vista sobre la economía del cambio climático, incluidos los costos del Protocolo de Kioto y el uso del análisis de costo-beneficio.
Brian O'Neill, autor principal del IPCC escribió una crítica mixta de Cool It , concluyendo:
[...] Bjorn Lomborg es como el Oliver Stone del cambio climático. Ha escrito un libro que se propone respaldar un cierto punto de vista y, a menos que sea un experto, nunca sabrá qué hechos son correctos y se utilizan adecuadamente y cuáles no. Es posible que no se dé cuenta de que se omiten por completo partes grandes (y cruciales) de la historia. Pero como una película de Stone, es una historia bien contada y plantea algunas preguntas en las que vale la pena pensar. Entonces, si va a leer solo un libro sobre el clima, no lea este. Pero si va a leer diez, puede que valga la pena leer Lomborg.

### El engaño de Lomborg
En 2010, Howard Friel escribió  El engaño de Lomborg , una crítica de un libro de Cool It , que rastrea las muchas referencias de Lomborg y prueba su autoridad y sustancia. Friel ha dicho que encontró "tergiversación de la investigación académica, citas erróneas de datos, confianza en estudios irrelevantes para las afirmaciones del autor y citas de fuentes que parecen no existir".

La conclusión de Friel, según el título de su libro, es que Lomborg es "un artista de performance disfrazado de académico".
No quiero ser tan confiado como los críticos que elogiaron la erudición de Lomborg sin (al parecer) molestarse en verificar sus referencias, así que en lugar de tomar a Friel en su palabra tal como tomaron a Lomborg en la suya, he hecho todo lo posible para haz esa comprobación. Aunque Friel comete una exageración molesta, en general su análisis es convincente.

Según Lomborg, el libro de Friel parece estar dirigido principalmente a la versión popular de "Cool It" en contraposición a la edición más extensa y citada.

## Película documental
El 12 de noviembre de 2010, Lomborg estrenó un largometraje "Cool It" en los Estados Unidos.
The Atlantic dice que "Cool It" es "un relato urgente, inteligente y entretenido del debate sobre la política climática, con un fuerte enfoque en soluciones rentables".

## Literatura
- Cool It: The Skeptical Environmentalist's Guide to Global Warming (Enfriarlo: la guía del ecologista escéptico sobre el calentamiento global), Knopf Publishing Group (2007-09-04), ISBN 978-0-307-26692-7 (Hardcover, 253 pages)

## Ver además
- El ecologista escéptico